# Aurélio Celsino
Aurélio Celsino (em latim: Aurelius Celsinus) foi um oficial romano do século IV, ativo no reinado dos imperadores Constantino II (r. 337–340), Constante I (r. 337–350), Constâncio II (r. 337–361) e Magnêncio (r. 350–353).

## Vida

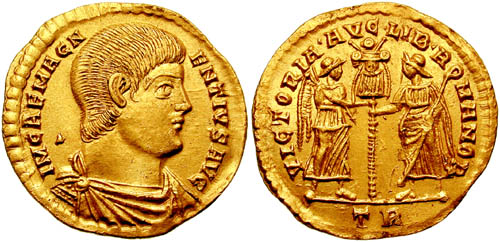
Soldo de Magnêncio r.

É provável que foi parente de Fábio Ticiano e ambos devem ser ancestrais de Celsino Ticiano, irmão de Quinto Aurélio Símaco. Entre 338 e 339, foi procônsul da África. Entre 25 de fevereiro de 341 e 1 de abril de 342 e depois entre 1 de março e 12 de maio de 351 foi prefeito urbano de Roma, em ambos os casos sucedendo Fábio Ticiano; em seu segundo mandato governou sob Magnêncio.